# Адриана Брънчева
Адриана Георгиева Брънчева е български политик, икономист. Родена е на 20 септември 1972 г. в София. Завършва финанси. Съучредител, член на Изпълнителното бюро на Националния съвет и секретар на Партия на българските жени 1997. Избрана за народен представител в XXXIX народно събрание от листата на Национално движение Симеон Втори (2001), тя става член на парламентарната група на НДСВ и на парламентарните Комисия по труда и социалната политика и Комисия по жалбите и петициите на гражданите.